# 林茂源
林茂源（1919年—1972年），男，江西泰和人，中华人民共和国军事人物，中国人民解放军少将，曾任中国人民解放军沈阳军区军事法院院长。